# فرودگاه کوتو ۴۷
فرودگاه کوتو ۴۷ (به انگلیسی: Coto 47 Airport) یک فرودگاه همگانی با کد یاتا OTR است که یک باند فرود آسفالت دارد و طول باند آن ۱۰۰۰ متر است. این فرودگاه در کشور کاستاریکا قرار دارد و در ارتفاع ۸ متری از سطح دریا واقع شده‌است.